# Paul Smolensky
Paul Smolensky (* 5. Mai 1955) ist ein amerikanischer Linguist und Professor für Kognitionswissenschaft an der Johns Hopkins University – 1994 bis 2006 als Full Professor, seit 2006 Inhaber einer Krieger-Eisenhower-Professur
Smolensky schloss 1976 den A.B. (B.A.) in Physik mit summa cum laude an der Harvard University ab, woran sich der M.S. in Physik an der Indiana University 1977 und der Ph.D. in Mathematischer Physik 1981 ebenda anschloss.
Smolensky hat gemeinsam mit Alan Prince die Optimalitätstheorie entwickelt, eine kontroverse aber einflussreiche linguistische Theorie. 2005 wurde ihm für seine Arbeiten in der Kognitionsforschung der David-E.-Rumelhart-Preis verliehen.
Während der Herbstsemester ist er von Johns Hopkins beurlaubt und arbeitet bei Microsoft Research in Redmond, Washington.

## Werke (Auswahl)
- Smolensky, P., & Legendre, G. 2006. The Harmonic Mind: From Neural Computation to Optimality-Theoretic Grammar. Vol. 1: Cognitive Architecture; vol. 2: Linguistic and Philosophical Implications. Cambridge, MA: MIT Press.
- Prince, A. & Smolensky, P. 2004 Optimality Theory: Constraint Interaction in Generative Grammar. Malden, MA: Blackwell. Excerpted in McCarthy, John J. ed. 2003. Optimality Theory in Phonology: Malden, MA: Blackwell.
- Tesar, B. & Smolensky, P. 2000. Learnability in Optimality Theory. MIT Press.
- Smolensky, P., Mozer, M. C., & Rumelhart, D. E. (Eds.). 1996. Mathematical Perspectives on Neural Networks. Mahwah, NJ: Lawrence Erlbaum Publishers.
- Mozer, M.C., Smolensky, P., Touretzky, D., Elman, J., & Weigend, A. (Eds.). 1993. Proceedings of the onnectionist Models Summer School 1993. Hillsdale, NJ: Lawrence Erlbaum Publishers.
- Smolensky, P. 1992. Il Connessionismo: tra simboli e neuroni. Translation of the entire treatment, including peer commentary: On the proper treatment of connectionism, The Behavioral and Brain Sciences, 11, 1–74 Cambridge University Press.